# Jaera jansoni
Jaera jansoni är en fjärilsart som beskrevs av Butler 1870. Jaera jansoni ingår i släktet Jaera och familjen juvelvingar. Inga underarter finns listade i Catalogue of Life.